# Călărași járás
Călărași járás (oroszul: Каларашский район, ukránul: Калараський район) közigazgatási egység Moldovában. Közigazgatási központja Călărași város.

## Fekvése
Az ország középső, dombságokkal és alacsonyabb fennsíkokkal szabdalt részén helyezkedik el. Északkeletről Telenești járás, északnyugatról Ungheni járás, délnyugatról Nisporeni járás, délről Strășeni járás, keletről pedig Orhei járás határolja.

## Lakosság
| Nemzetiségek        | 2004  | 2004   |
| ------------------- | ----- | ------ |
| Moldávok            | 69190 | 92,16% |
| Ukránok             | 2799  | 3,73%  |
| Románok             | 1490  | 1,98%  |
| Oroszok             | 947   | 1,26%  |
| Romák               | 378   | 0,50%  |
| Gagauzok            | 54    | 0,07%  |
| Bolgárok            | 47    | 0,06%  |
| Egyéb nemzetiségűek | 170   | 0,22%  |
| Összesen            | 75075 | 100,0% |

## Közigazgatási beosztás
Călărași járás 1 városból, 27 községből és 16 faluból áll.
Városok
- Călărași

Községek
- Bahmut, Bravicea, Buda, Căbăiești, Dereneu, Frumoasa, Hirova, Hîrjauca, Hoginești, Horodiște, Meleșeni, Nișcani, Onișcani, Păulești, Peticeni, Pitușca, Pîrjolteni, Răciula, Rădeni, Sadova, Săseni, Sipoteni, Temeleuți, Tuzara, Țibirica, Vălcineț, Vărzăreștii Noi.

Falvak
- Bahmut (vonatállomás), Bahu, Bularda, Duma, Hîrbovăț, Leordoaia, Mîndra, Novaci, Oricova, Palanca, Parcani, Podul Lung, Schinoasa, Seliștea Nouă, Sverida, Ursari.

## Külső hivatkozások
- Népszámlálási adatok Archiválva 2016. június 11-i dátummal a Wayback Machine-ben
- A járás hivatalos honlapja

1. ↑  2014 Moldovan census, 2017